# Old Orchard Junction Railroad
| Streckenlänge: | 4 km                 |                      |                      |
| Spurweite: | 1435 mm (Normalspur) |                      |                      |
| |                      |                      |                      |
| Gleise: | 1                    |                      |                      |
| \| \| \| \| \| \| \| \| von Portsmouth NH \| \| \| \| 0 \| PS&P Junction \| PS&P Junction \| \| \| \| nach Portland \| \| \| \| \| \| \| \| \| 4 \| Old Orchard Beach ME \| Old Orchard Beach ME \| |                      |                      |                      |
| |                      |                      |                      |
| Strecke (außer Betrieb) |                      | von Portsmouth NH    | von Portsmouth NH    |
| Bahnhof (Strecke außer Betrieb) | 0                    | PS&P Junction        | PS&P Junction        |
| Abzweig geradeaus und nach links (Strecke außer Betrieb) |                      | nach Portland        | nach Portland        |
| Strecke (außer Betrieb) |                      |                      |                      |
| Kopfbahnhof Streckenende (Strecke außer Betrieb) | 4                    | Old Orchard Beach ME | Old Orchard Beach ME |

Die Old Orchard Junction Railroad war eine Eisenbahngesellschaft in Maine (Vereinigte Staaten).
Der schon im 19. Jahrhundert beliebte Urlaubsort Old Orchard Beach an der Küste Maines war seit 1873 an die Bahnstrecke Cummings–Portland der Boston and Maine Railroad angeschlossen. Die Eastern Railroad, die in diesem Gebiet das größte Konkurrenzunternehmen zur Boston&Maine darstellte, hatte die Portland, Saco and Portsmouth Railroad (PS&P) gepachtet, deren Strecke einige Kilometer nördlich der Stadt vorbeiführte. Lokale Investoren gründeten Anfang 1881 die Old Orchard Junction Railroad, um auch der Eastern einen Zugang zur Stadt zu schaffen und so eine Konkurrenzsituation aufzubauen. Man erhoffte sich, dass die PS&P oder die Eastern die Strecke pachten würden. 
Die etwa vier Kilometer lange normalspurige Zweigstrecke wurde Mitte 1881 eröffnet und nur im Sommer im Personenverkehr betrieben. Sie zweigte auf freier Strecke von der PS&P-Hauptstrecke ab, wo ein Umsteigebahnhof PS&P Junction entstand. Der Endbahnhof in Old Orchard Beach lag nördlich der Stadt. Eine Gleisverbindung zur Boston&Maine-Hauptstrecke gab es nicht. Die benötigten Fahrzeuge mietete man von der Eastern Railroad. 
Auch im Jahre 1882 fuhren die Züge wieder im Sommer. Die Beförderungszahlen waren offenbar jedoch so gering, dass die Gesellschaft im folgenden Jahr den Betrieb nicht wieder aufnahm. Zudem pachtete die Boston&Maine ihren Konkurrenten, die Eastern Railroad, Ende 1883, sodass die Konkurrenzsituation nicht mehr gegeben war. Etwa 1885 wurde die Strecke daher endgültig stillgelegt und abgebaut. Gleichzeitig wurde die Bahngesellschaft aufgelöst.